# Frederick George Lee
Pour les articles homonymes, voir Lee.
Frederick George Lee, né le 6 janvier 1832 à Thame en Oxfordshire et mort le 22 janvier 1902 à Lambeth, Londres, est un prêtre de l'Église d'Angleterre et un auteur religieux. Il fonde l'Ordre de la Réunion Corporative.

## Biographie
Frederick George Lee est formé au Cuddesdon Theological College et ordonné prêtre en 1856 par l'évêque d'Oxford, Samuel Wilberforce.
Il est, avec Ambrose de Lisle et d'autres, cofondateur de l'Association pour la promotion de l'unité de la chrétienté (APUC). A Aberdeen, il a des problèmes avec l'évêque concernant ses pratiques rituelles. Il devient plus tard vicaire de All Saints' Lambeth, à Londres.
Il fonde une société anglo-papaliste clandestine, l'Ordre de la Réunion Corporative, afin de poursuivre le travail de l'APUC et de restaurer une succession apostolique reconnue par l'Église catholique romaine, à travers des réordinations, comme moyen de réunion. On pense que Frederick George Lee est secrètement consacré évêque par des prélats catholiques romains dont les noms sont tenus secrets. Il se fait appeler évêque de Dorchester pendant un certain temps et procède à quelques ordinations, mais il perd ensuite ses illusions et se rend compte qu'il a fait une erreur.
À la fin des années 1880, il est membre de l'Ordre de la rose blanche, le club qui déclenche le renouveau néo-jacobite[réf. nécessaire]
Frederick George Lee est reçu dans l'Église catholique romaine le 11 décembre 1901, peu de temps avant sa mort.

## Œuvres
- Poems, 1850, 1854 (2nd ed.)
- Clinton Maynard, 1862
- The Communion Office, for the Use of the Church of Scotland, D. Chalmers, 1854 (lire en ligne) [i.e. Episcopal Church of Scotland
- Prayers for the Reunion of Christendom (edit.), 1863
- Sermons on the Reunion of Christendom (edit.), 1864
- Directorium Anglicanum, 1865 (2nd ed.), 1878 (4th ed.)
- Paraphrastica expositio articulorum Confessionis Anglicanae, 1865 (ed)[2]
- Frederick George Lee, Manual of devotions for the blessed sacrament, London, J.T. Hayes, 1866 (lire en ligne)
- Notitia Liturgica, 1866
- The King's Highway, 1866, 1872 (2nd ed.)
- Altar Service Book, 3 vol., 1867
- Essays on the Reunion of Christendom (edit.), 1867
- Sermons, 1868
- Frederick George Lee, The Validity of the Holy Orders of the Church of England Maintained and Vindicated: Both Theologically and Historically, with Foot-notes, Tables of Consecrations, and Appendices, J.T. Hayes, 1869 (lire en ligne)
- The Beauty of Holiness, 1860, 1869 (4th ed.)
- A Dictionary of Ritual, 1871
- The Christian Doctrine of Prayer for the Departed, 1872
- Manuale Clericorum, 1874
- The Bells of Botteville Tower, 1874
- Glimpses of the Supernatural, 2 vols., 1875
- Memorials of R. S. Hawker (edit.), 1876
- A Glossary of Liturgical and Ecclesiastical Terms, 1877
- Pastoral Letter by the Rector, Provincials, and Provosts of the Order of Corporate Reunion, 1877
- More Glimpses of the World Unseen, 1878
- Historical Sketches of the Reformation, 1879
- The Church under Queen Elizabeth, 2 vols., 1880, 1892 (2nd ed.)
- Hymns for Several Occasions, 1880
- Reginald Barentyne, 1881, 1883 (2nd ed.)
- Frederick George Lee, The History, Description and Antiquities of the Prebendal Church of the Blessed Virgin Mary of Thame, Mitchell and Hughes, 1883 (lire en ligne)
- Glimpses in the Twilight, 1885
- King Edward the Sixth, Supreme Head, 1886
- Reginald Pole, 1888
- A Manual of Politics, 1889
- The Sinless Conception of the Mother of God, 1891
- Sights and Shadows, 1894